# Sassenage
Sassenage ist eine französische Gemeinde im Département Isère in der Region Auvergne-Rhône-Alpes. Sie ist dem Kanton Fontaine-Vercors und dem Arrondissement Grenoble zugeteilt.

## Geographie

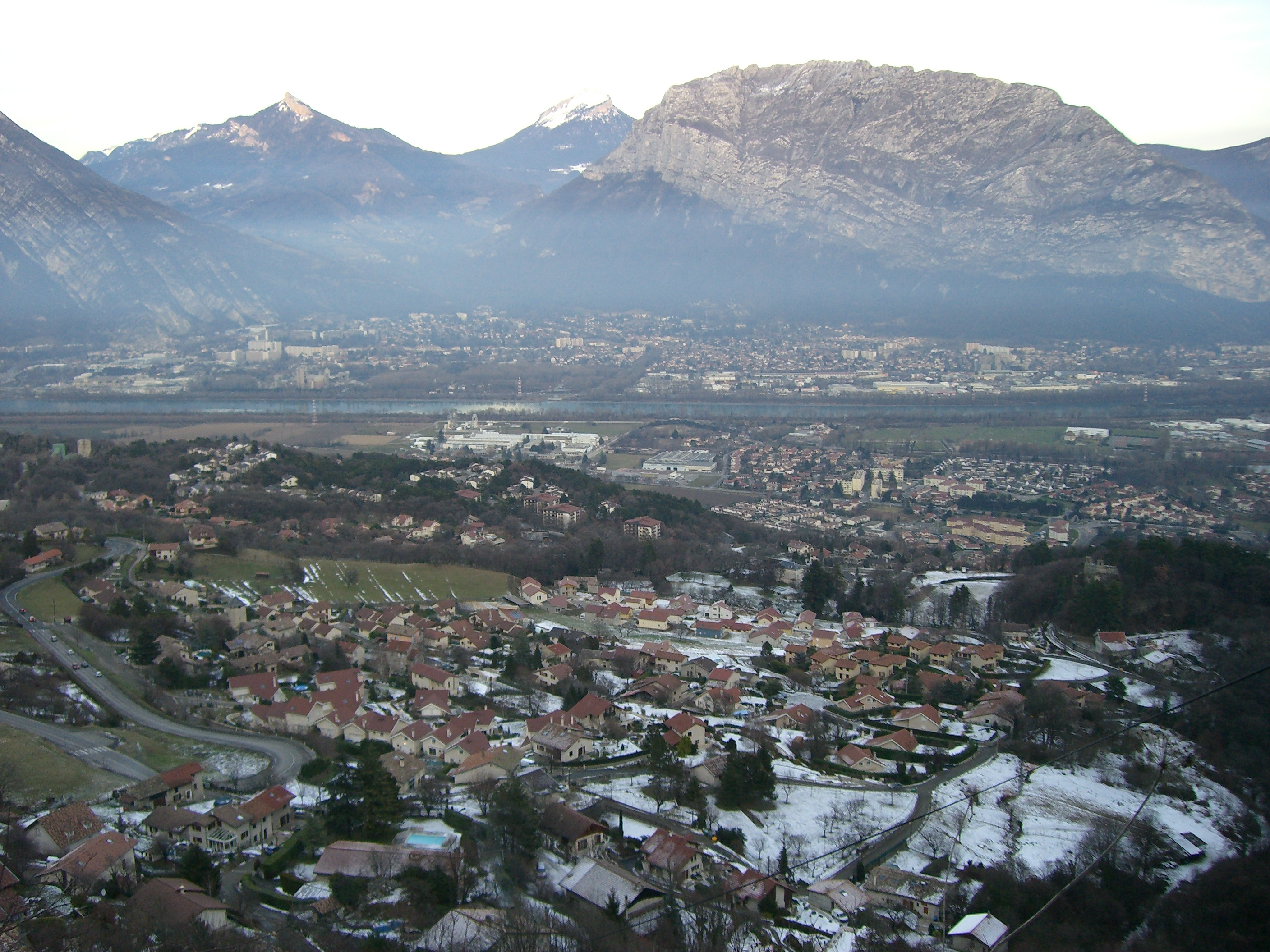
Sassenage

Die Stadt mit 11.579 Einwohnern (Stand 1. Januar 2022) liegt sechs Kilometer nordwestlich von Grenoble an der Mündung des Drac in die Isère, am Fuße des Vercors-Massives.
Zum Gemeindegebiet gehört auch ein Ableger, der sich an den Hängen des Vercors-Massives befindet und vom Wildbach Furon durchflossen wird. Dieser Weiler zeichnet sich durch enge Gassen und alte Häuser aus. Dort befinden sich auch das Théâtre en Rond und der Park L’Ovalie. Teile des Gemeindegebietes gehören zum Regionalen Naturpark Vercors.

## Geschichte

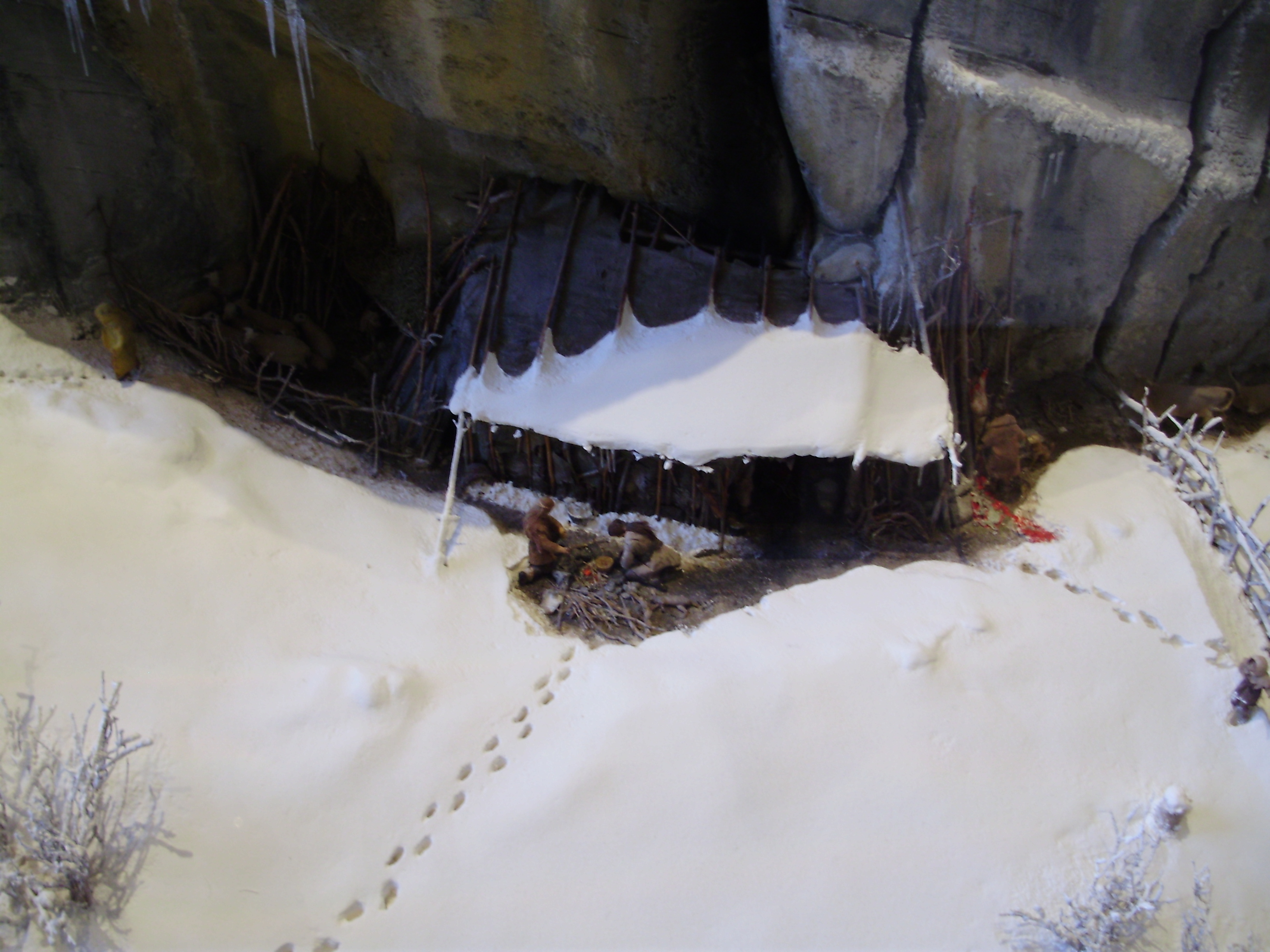
Rekonstruktion eines Abri unter dem Fels von Sassenage

Der Name Sassenage leitet sich vom Keltischen cassanos, was „Eiche“ bedeutet, ab.
Die Gegend war bereits während der Übergangszeit von der Mittelsteinzeit zur Jungsteinzeit besiedelt. Diese Epoche war durch eine markante Erwärmung und die erneute Ausbreitung des Waldes geprägt. In Sassenage und den umliegenden Gemeinden wurden Spuren von steinzeitlichen Lagern entdeckt. Man fand präparierte Pfeilspitzen aus Feuerstein und andere Artefakte die bis auf das 8. Jahrtausend v. Chr. zurückgehen und zwar auch auf einer Höhe von 1500–2000 Metern über Meer. Vermutlich drangen die Menschen in diesen Lebensraum vor, um Wild zu jagen. Sie gaben allmählich das Nomadentum auf, um sesshaft zu werden. Vor der Grotte Grande Rivoire in Sassenage wurde ein steinzeitlicher Abri rekonstruiert.
Im Mittelalter breiteten sich die Lehen der Herren von Sassenage in den Tälern der Isère und der Drac aus. Die bäuerliche Bevölkerung war ihnen gegenüber zu Abgaben verpflichtet.
1827 wurde die erste asphaltierte Straße, die von Grenoble in die Täler des Vercors-Massives führt, eröffnet. Sie durchquert auch die Schluchten des Furon. Nach dem Zweiten Weltkrieg erfolgte eine touristische Öffnung des Gebietes und die Bevölkerung von Sassenage begann stark zu wachsen, auch auf Grund der Nähe von Grenoble. Heute lebt ein Großteil der Einwohner vom Fremdenverkehr, wobei vor allem Wanderwege, Höhlenwandern, Rafting und Kanu- sowie Kajakfahrten angeboten werden.

## Bevölkerungsentwicklung
| Einwohner                  | 2589 | 4118 | 7021 | 8945 | 9788 | 10.554 | 10.634 | 11.277 |
| Quellen: Cassini und INSEE |      |      |      |      |      |        |        |        |

## Ortslegenden
Eine mittelalterliche Sage erzählt, dass die Höhlen von Sassenage Behausungen der Fee Melusine waren. Nach ihrer Flucht aus dem Poitou richtete sich das Wesen – halb Meerjungfrau, halb Sirene – in einer Grotte des Furon ein, wo man noch heute ihren Tisch aus Stein und ihr Becken, in dem sie jeweils samstags ein Bad zu nehmen pflegte, sieht. Die Geschichte, wie sie sich bereits mit dem Grafen von Poitou ereignet hatte, wiederholte sich nun mit dem Seigneur von Sassenage: Sie verführt ihn, heiratet ihn und schenkt ihm einen Sohn. Später wird sie von ihrem Gatten verbotenerweise beim Bad überrascht, worauf Melusine den baldigen Tod aller Nachkommen der Dynastie verkündet und dann für immer verschwindet.
In der Nähe dieser Grotte steht ein Brunnen, aus dem die Bauern glaubten, den Ertrag der kommenden Ernte herauslesen zu können.

## Sehenswürdigkeiten

### Höhlen

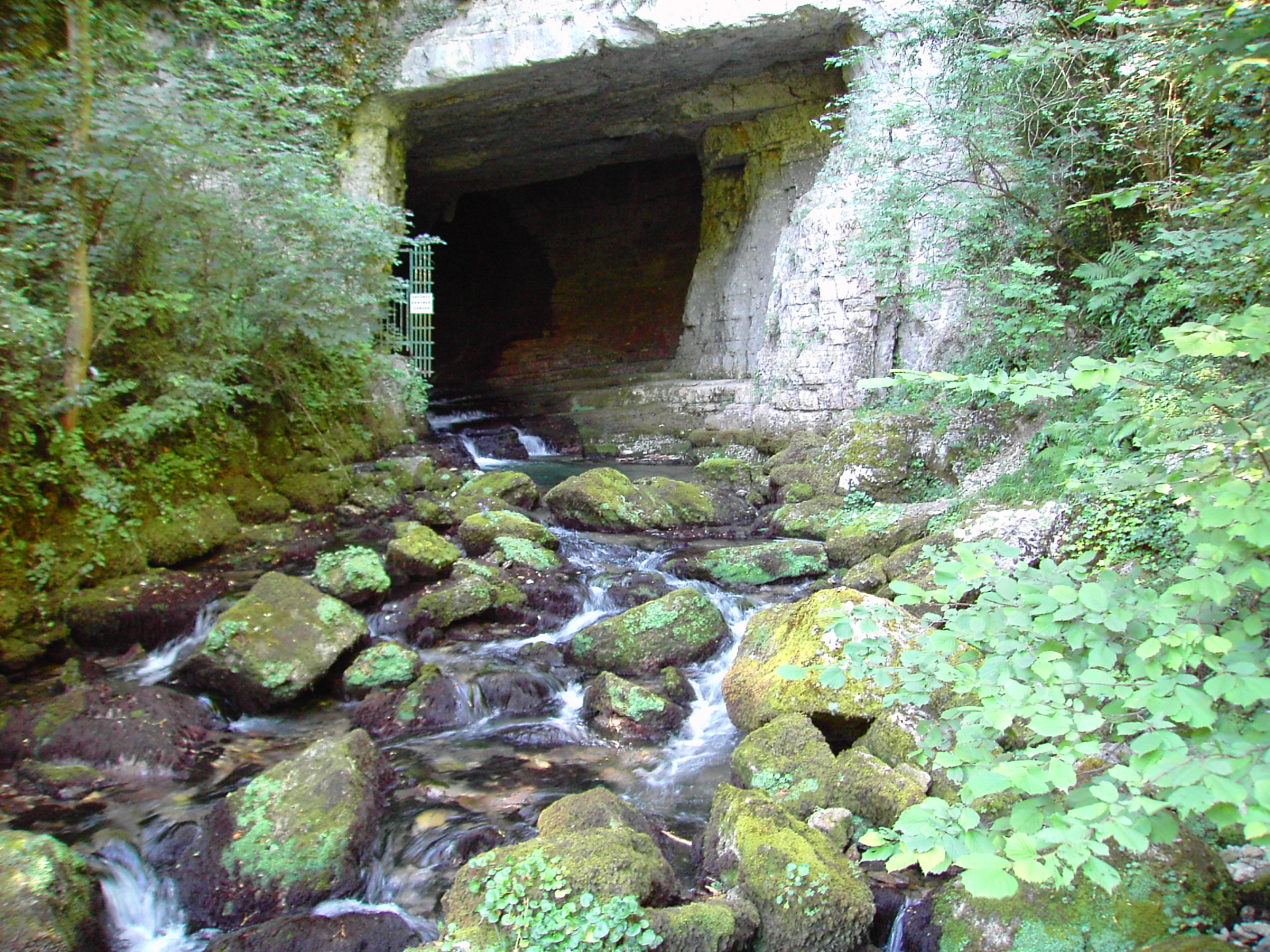
Eingang zu den Höhlen

Die Höhlen von Sassenage, die vom Wildbach Furon unterirdisch durchflossen werden, heißen auf Französisch Cuves de Sassenage. Sie können auf dem ersten Kilometer besichtigt werden. 1953 wurde in Engins der Eingang zur Kluft Gouffre Berger entdeckt und dank eines Experiments mit einem abbaubaren Farbstoff konnte nachgewiesen werden, dass die Höhle von Sassenage mit dieser Kluft, die als die tiefste Schachthöhle der Welt gilt, kommuniziert.

### Kirchen

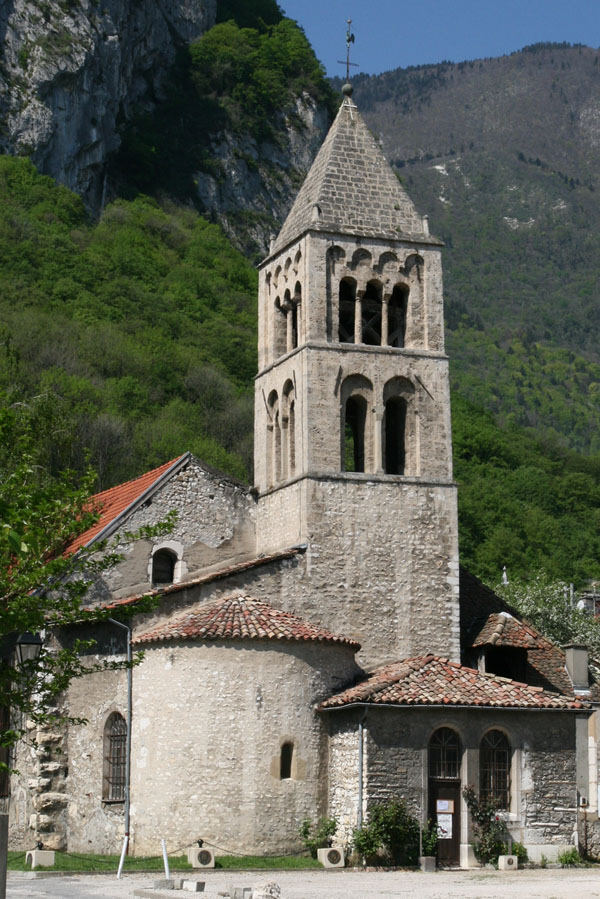
Pfarrkirche Saint-Pierre

Sassenage verfügt seit dem 11. Jahrhundert über zwei Kirchen. Die Pfarrkirche Saint-Pierre steht am Ufer des Furon und beherbergt seit 1822 das Familiengrab des Herzoges Duc de Lesdiguières, die andere nennt sich Église des Côtes und liegt am Weg zur Nachbargemeinde Engins. Die Kirche Saint-Pierre steht seit 1930 unter Denkmalschutz.

### Schlösser

#### Château de Sassenage
Das Schloss wurde zwischen 1662 und 1669 vom Architekten Laurent Sommaire für Charles-Louis-Alphonse de Sassenage errichtet. Es war das letzte Domizil der Herren von Sassenage, die sich allerdings nur selten dort aufhielten. Das Schloss und seine Gärten stehen seit 1942 unter Denkmalschutz.

#### Château des Blondes
Das Schloss Château des Blondes wurde 1722 im Auftrag von Antoine-Henri Ducoin erbaut. Über lange Zeit war darin eine gemeinnützige Institution untergebracht, welche „enterbten Töchtern“ Hilfe anbot. Später entwickelte es sich zu einer Manufaktur für Spitzen. 1986 wurde das Gebäude von der Gemeinde erworben und seit 1988 dient es der Stadt als Marie (Rathaus) und Tourismusbüro.

#### Château de Beaurevoir
Das Schloss Château de Beaurevoir (ursprünglich Château de Beauregard genannt) wurde 1880 vom Handschuhmacher Alphonse Terray (* 1847; † 1912 – er war der Großvater des berühmten Alpinisten Lionel Terray) im Barockstil errichtet.

### Brunnen und Wegekreuz
Zum Schloss und zur Kirche gesellen sich noch vier weitere seit 1943 offiziell registrierte Baudenkmäler. Es sind dies die Brunnen auf der Place de la République, an der Allée Billery und auf der Ancienne place au Plâtre sowie das Steinkreuz an der Allée Billery.

### Theater

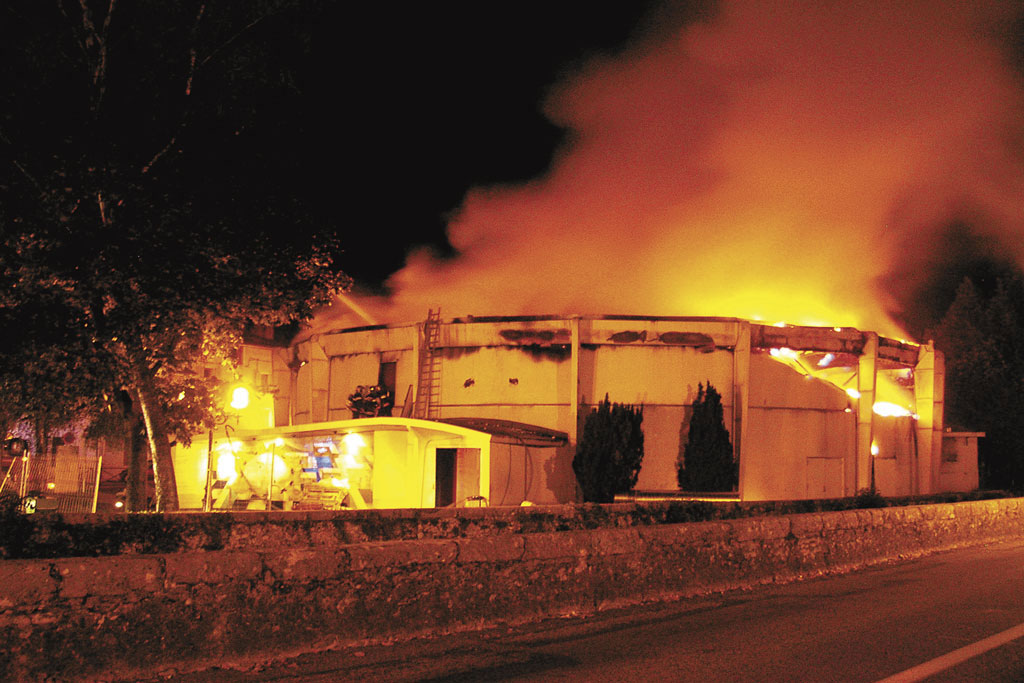
Der Théâtre en rond in Flammen

Der Théâtre en rond gilt als eines der charismatischsten Theater im Département Isère. Es wurde 1958 vom Architekten Maurice Blanc als Mehrzweckhalle erstellt. Den Namen verdankt es seinem eirunden Grundriss. Das Theater bietet Platz für 360 Zuschauer, die sich wie in einem antiken Amphitheater konzentrisch um die Bühne gruppieren. Es wurde erstmals 1990 und 2004 wiederholt renoviert. Während der Bauarbeiten brach am 17. September 2004 ein verheerender Brand aus, der das Haus weitgehend zerstörte, doch konnte das Theater 2008 in neuem Glanz wiedereröffnet werden. Heute wird es für Theateraufführungen und Musikveranstaltungen genutzt, zudem dient es als Ballsaal und Pavillon für Ausstellungen.

## Persönlichkeiten
- Der französische Schriftsteller Jean Prévost (1901–1944) starb als Kämpfer der Résistance in Sassenage.

## Städtepartnerschaften
- Meßkirch, Baden-Württemberg, Deutschland, seit 1981
- Sasso Marconi, Emilia-Romagna, Italien, seit 2003